# Kangaroo Route

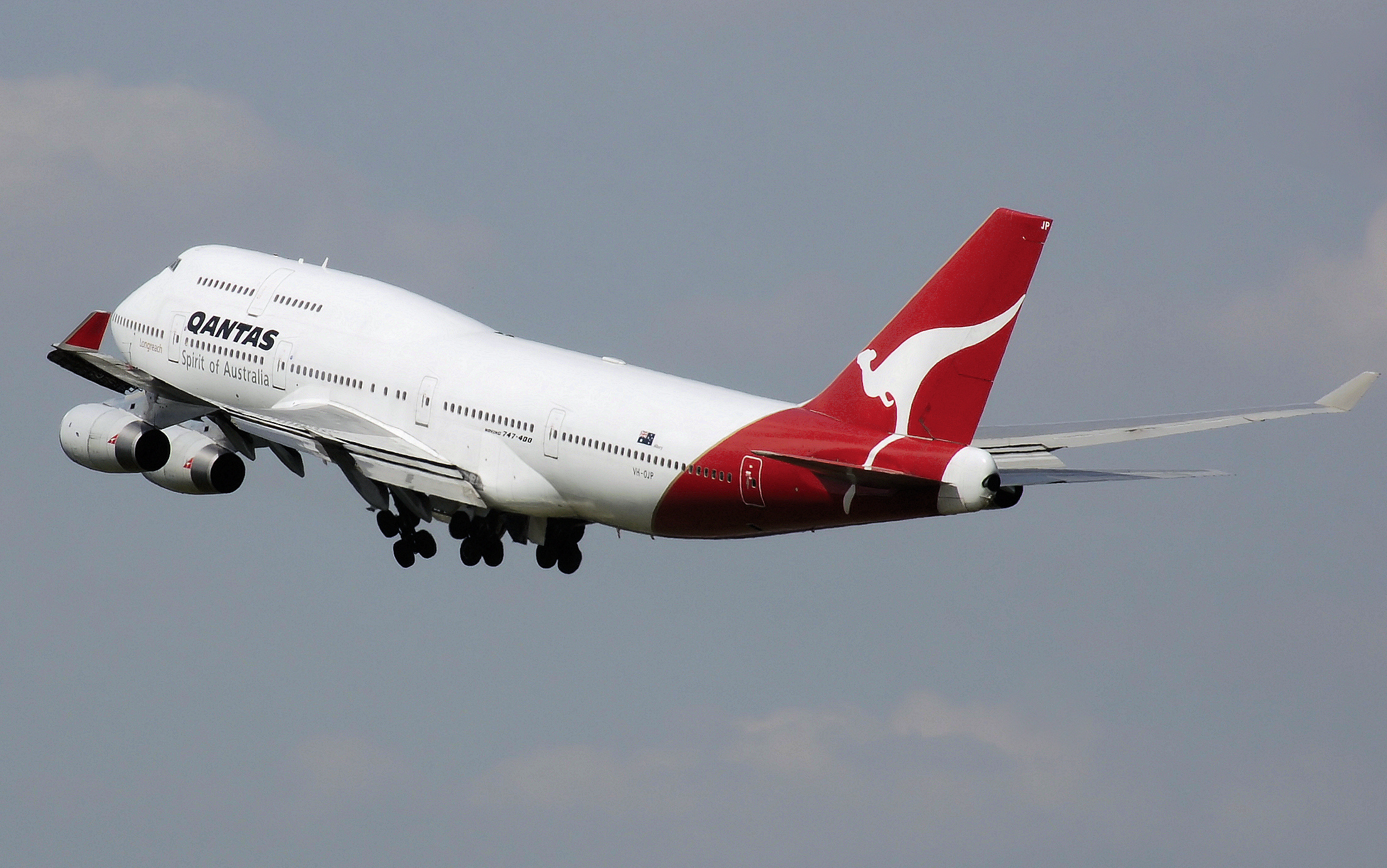
Boeing 747 авиакомпании Qantas с изображением кенгуру.

Kangaroo Route (с англ. — «путь кенгуру») традиционно означает рейсы авиакомпании Qantas между Австралией и Великобританией в восточном полушарии.
Термин является торговой маркой Qantas, однако широко используется в средствах массовой информации и конкурентами.
К 2003 году маршрут обслуживали более 20 авиакомпаний. Qantas, British Airways и Virgin Atlantic Airways предлагают прямой рейс с посадкой для дозаправки и только из Мельбурна и Сиднея.

## Дореактивная эра
В 1935 году Qantas начала перевозить пассажиров в Сингапур на самолёте De Havilland Express для стыковки с рейсом Imperial Airways в Лондон. Первый рейс по маршруту Лондон — Брисбен состоялся 13 апреля 1935 года. Imperial Airways и Qantas Empire Airways начали полёты по маршруту протяжённостью более 20 тысяч километров при цене билета 195 фунтов стерлингов. В первом полёте пассажиров, летевших от начала до конца, не было — слишком загружены были отдельные сегменты. Однако в следующем рейсе таких пассажиров было двое. Рейсы выполнялись еженедельно. Время в пути составляло 12 дней, включая переезд на поезде из Парижа в Бриндизи.
Рейсы BOAC/Qantas из Борнмута в Сидней начались в мае 1945 г. Вначале они выполнялись через Лирмонт, однако после исчезновения самолёта над Индийским океаном в 1946 году посадку на маршруте снова перенесли в Сингапур. Туристический гид ABC Guide, выпущенный в сентябре 1947 г., упоминает шесть рейсов в неделю из Сиднея в Великобританию: три на самолёте Avro Lancastrian в Лондон продолжительностью 77 часов 30 минут и три на самолётах-амфибиях в Пул продолжительностью 168 часов 55 минут. К февралю 1959 года полёт на самом быстром лайнере Qantas Super Constellation из Сиднея в Лондон занимал 63 часа 45 минут, а рейс BOAC на самолёте Bristol Britannia занимал 49 часов 25 минут. Полёты реактивных самолётов (Boeing 707) начались в конце октября 1959 года; к апрелю 1960 года самый короткий рейс из Сиднея в Лондон занимал 34 часа 30 минут с восемью остановками.
Qantas впервые начала полёты по «пути кенгуру» 1 декабря 1947 года Самолёт Lockheed Constellation перевёз 29 пассажиров и 11 членов экипажа из Сиднея в Лондон с остановками в Дарвине, Сингапуре, Калькутте, Карачи, Каире и Триполи (пассажиры ночевали в Сингапуре и Каире). Билет туда-обратно стоил 585 фунтов стерлингов, эквивалент средней заработной платы за четыре месяца.
Qantas неоднократно изменяла маршрут, включая в него посадки во Франкфурте, Цюрихе, Афинах, Белграде, Риме, Бейруте, Тегеране, Бомбее и Коломбо.
С января 1958 года Qantas выполняла полёты из Австралии в Европу в западном направлении по «пути кенгуру» и в восточном направлении через США и Тихий океан. In 1964 Третий маршрут в Лондон, предложенный Qantas, проходил через Таити, Мехико и Карибское море и назывался «Fiesta Route». В 1970-х годах Qantas прекратила трансатлантические полёты и полностью закрыла Fiesta Route, однако некоторые авиакомпании, например, Air New Zealand, до сих пор летают из Австралии в Лондон через Западное полушарие.

## Реактивная эра
В 1959 году Qantas выпустила на маршрут новейший Boeing 707, а в 1971 году приобрела Boeing 747. Эти самолёты смогли сократить как время полёта, так и количество остановок. Начиная с конца 1970-х рейсы, как правило, выполнялись через Сингапур и Бахрейн). Стоимость билетов резко снизилась, что позволило большему числу людей летать по маршруту, а у Qantas появилось много конкурентов на этом направлении.
В сентябре 1965 года Qantas начала полёты по маршруту Сидней — Куала-Лумпур — Лондон. К июню 1969 года на этом маршруте Qantas предлагала 11 рейсов в неделю, выполняемых самолётами Boeing 707. Перелёт занимал около 30 часов с 5-6 посадками. BOAC предлагала девять рейсов в неделю.
В 1989 году Qantas установила мировой рекорд дальности для коммерческих самолётов, когда Boeing 747-400ER выполнил беспосадочный перелёт из Лондона в Сидней за 20 часов. Самолёт был не загружен, перелёт был необходим для передачи нового самолёта авиакомпании.
К 2003 году рейсы из Австралии в Великобританию предлагали около 20 авиакомпаний, включая Air China, Air New Zealand, British Airways, Cathay Pacific, China Airlines, China Eastern Airlines, Emirates, Etihad Airways, Japan Airlines, Korean Air, Malaysia Airlines, Qantas, Thai Airways, Singapore Airlines и Virgin Atlantic.
С 16 января 2009 года на некоторых рейсах на «пути кенгуру» Qantas использует самолёты Airbus A380.